# Pulau Jelmu
Pulau Jelmu is een bestuurslaag in het regentschap Bungo van de provincie Jambi, Indonesië. Pulau Jelmu telt 1633 inwoners (volkstelling 2010).